# H. Allen Smith (Politiker)

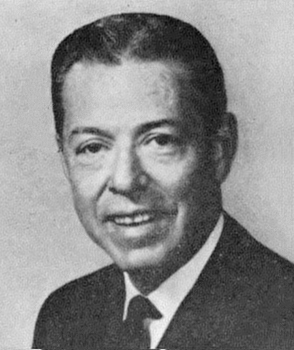
H. Allen Smith (1971)

H. Allen Smith (* 8. Oktober 1909 in Dixon, Illinois; † 4. Juni 1998 in Glendale, Kalifornien) war ein US-amerikanischer Politiker. Zwischen 1957 und 1973 vertrat er den Bundesstaat Kalifornien im US-Repräsentantenhaus.

## Werdegang
Allen Smith besuchte die Hollywood High School in Los Angeles und studierte danach an der dortigen University of California. Nach einem anschließenden Jurastudium an der University of Southern California und seiner 1934 erfolgten Zulassung als Rechtsanwalt begann er in diesem Beruf zu arbeiten. Von 1935 bis 1942 war er auch für das FBI tätig. Später schlug er als Mitglied der Republikanischen Partei eine politische Laufbahn ein. Zwischen 1948 und 1956 saß er als Abgeordneter in der California State Assembly. In den Jahren 1960, 1964 und 1968 nahm er als Delegierter an den jeweiligen Republican National Conventions teil.
Bei den Kongresswahlen des Jahres 1956 wurde Smith im 20. Wahlbezirk von Kalifornien in das US-Repräsentantenhaus in Washington, D.C. gewählt, wo er am 3. Januar 1957 die Nachfolge von John Carl Hinshaw antrat. Nach sieben Wiederwahlen konnte er bis zum 3. Januar 1973 acht Legislaturperioden im Kongress absolvieren. In diese Zeit fielen unter anderem die Endphase der Bürgerrechtsbewegung und der Vietnamkrieg. 1972 verzichtete Smith auf eine weitere Kandidatur. In der Folge ist er politisch nicht mehr in Erscheinung getreten. Er starb am 4. Juni 1998 in Glendale.